# のの美捜査中!
『のの美捜査中!』（ののみそうさちゅう）は、重野なおきによる日本の4コマ漫画。

## 概要
白泉社の雑誌『ヤングアニマル』（隔週金曜日刊）で2003年10号から5回限定で連載を開始。好評だったため2003年22号から本格的に連載を開始させ、2007年21号で全100話をもって完結した。単行本は全5巻。
著者の、4コマ漫画専門誌以外での初連載となる。また、警察官や刑事を登場人物とする4コマ漫画作品は他にも多くあるが、本作品のように作中で事件の発生から解決までをストーリー仕立てで描くものは珍しい。練馬大根やとしまえん（作中では『ねりまえん』）など、練馬に関するネタが多く紛れているのも特徴。実在の町名が登場することもある。舞台として桜台が選ばれたのは、作者が以前住んでいたため。

## 主なあらすじ
東京都練馬区にある桜台警察署（架空、実際の練馬区管轄は練馬警察署・石神井警察署・光が丘警察署）に配属された刑事・野々宮のの美が、難事件をトラブルに巻き込まれながらも解決していったり、変な能力を持った人間たち（超能力者、くのいち、ロボットなど）を迎えてその顛末を描く、といったもの。脇を固める先輩刑事にも色々なキャラクターが存在する。

## 主な登場人物
| 名前             | 階級     | 推理力 | 観察力 | 人望 | 経験値 | 戦闘力 |
| ---------------- | -------- | ------ | ------ | ---- | ------ | ------ |
| 野々宮のの美     | 巡査     | 5      | 3      | 5    | 2      | 1      |
| 真田軍平         | 巡査部長 | 2      | 4      | 2    | 5      | 4      |
| 金田(近藤)なつき | 巡査部長 | 3      | 2      | 4    | 5      | 5      |
| 高橋すみれ       | 監察医   | 1      | 5      | 5    | 3      | 2      |
| 氷室沙雪         | 巡査     | 4      | 3      | 4    | 3      | 4      |
| マスコさん       | 警察犬   | 0      | 4      | 3    | 2      | 4      |

野々宮 のの美（ののみや ののみ）
本作品の主人公。桜台署刑事課の刑事（階級は巡査）。24歳。身長148センチ（後に2センチ伸びて、軍平に「なんでその年で伸びんだよ」とツッコまれた）。東大の法学部を首席で卒業。書道2段。
国家公務員試験I種を満点で合格して、特例として警視待遇（いわゆるキャリア）になったが、「パトカー3台を興味本位で解体」「火の不始末で警察庁を半焼させる」という案件を巻き起こして5階級降格処分になり、巡査待遇で桜台署にやってきた。
事件の真相が分かった時の決め台詞は「真相見っけ!!」である。
バストのサイズは70センチ。ウェスト、ヒップのサイズは公表されていない。バストの値は、のの美を愛する沙雪は鼻血を噴くほど。背中に北斗七星の形に並んだホクロがある。東大時代にミスコンの子供部門で4連覇を果たした。髪型は腰まであるロングヘアで、通常はツインテールにしている。
着ぐるみが好き。また、制服を着ると女子高生になりすます事が出来る。時には、小柄なのを利用して小学生のふりをしたことも。そして付いた愛称は「コスプレ刑事」。しかし、普通の格好をしていても、小学生の列に紛れ込んでしまうと、彼女の存在に気づくことは難しい。ただし、当人は着ぐるみが好きなだけだと言い、コスプレ好きと言われるのは不満らしい。
女の子に好かれやすい体質。東大在学中には、女子学生によるファンクラブが存在していた。
ドジで天然な性格だが頭はものすごく良く、記憶力もバツグン。カンニングの捜査の一環として女子高生に扮し、受験生に紛れて練馬大学の試験を受けた際、全教科満点を叩き出し、講師達から「学校始まって以来の天才」と言われるほど。但し、事件捜査に関しては、側に軍平がいないと正常に働かないようだ。また、芸能関係には疎い。
ケーキをはじめとする甘いものやスナック菓子が好物。これ以外のものを食べる描写は皆無に近く、単行本1巻のカバーにラーメンを食べようとした描写とダイエット中に食事をところてんで済ませている描写、それにとある事件の現場となった料理学校で証拠品の料理を食べようする描写がそれぞれ1回ずつあるだけ。昼食時にはショートケーキをホールで食べたりしている。そして得意料理もケーキだけで、他に作れる料理が無い。苦いものも食べているらしいがほろにがビターチョコだけ。しかし、それだけ食べてもあまり太ることはない。夜9時になると眠くなる。甘いものを食べると全ての能力が飛躍的にアップするが、逆に、あまりにもケーキを食べないと、あらゆる物がケーキに見えてしまうという禁断症状が出る。
インターネットに自分のファンサイトがある。しかし、無許可でありながら自宅の中継まで出回っている始末。
寝相が非常に悪く、一度窓から落ちかけた事がある。
酒癖は「ネコのようになる」。木に登ってみたはいいが、降りられなくなってしまったことがある。
途中から軍平に恋心を抱くようになり、眠っている軍平にキスしたことがある。しかし、軍平を頭のキレる刑事に育てるまでは関係を持たないと決めていた。
最後の事件のラストで、お互いの気持ちに気づき、海外研修を経て、署長として桜台署に復帰し、後に晴れて軍平と結婚した。
一人称は「私」。
真田 軍平（さなだ ぐんぺい）
桜台署刑事課の刑事（階級は巡査部長）。練馬区出身の29歳。
強面の外見に反し、几帳面で実直な性格で、よく人の世話を焼く。長男で、弟がいるらしい。
課長の指示で、のの美とコンビを組まされる。当初は嫌がっていたが、作品が進むにつれ、のの美を刑事として認めるようになってきている。
高校時代は漫画家を志望していたらしく、自作の漫画を今も持っている。キレイ好きで、料理もするし、脱臼を治療する技術も持っている。ロールケーキが好き。
頭はあまり良くないが風邪で熱が出ると頭が良くなる。足と勘で捜査する、刑事の典型的なタイプ。
地元・練馬を愛しており、馬鹿にされるのを許さない。
意外にも地域住民からはけっこう慕われている。ビンの王冠をコレクションするのが趣味。休みの日にはよく釣りをするが、ゴミを釣ってしまうことが多い。
のの美に恋心を抱いているが、のの美を一人前の刑事に育てるまでは関係を持たないと決めていた。
のの美の「本庁転属」の送別会の途中で、のの美に結婚指輪をプレゼントした。しかし、そのやりとりの最中にテロリストからの犯行予告がなされ、告白は中途半端になった。
最後の事件のラストで、自分からのの美にキスをし、お互いの気持ちを確認しあった。
のの美が海外研修から帰ってきたあと、彼女と結婚した。
一人称は「オレ」。
金田 ナツキ（旧姓・近藤）（かねだ ナツキ）
桜台署刑事課の刑事（階級は巡査部長）。29歳。髪型は肩までのロングヘア（高校時代はショートヘア）。
豪快な性格で、格闘なども得意とする。前職はグリーンベレーで、今でも癖が残っており、背後から話し掛けられると反射的に反撃してしまったり、打ち上げ花火の音を砲撃と間違えて物陰に隠れたりしてしまう。。かつて、北米の某軍隊最強の傭兵と言われていたらしく、現在の南米マフィアもその名を知っていた。拳銃は改造してあり、射撃練習用の的は一撃で破壊可能。自転車に「フェラーリテスタロッサ」と名付けて愛用している。今も常に体を鍛えていて、パイナップルを片手で握り潰し、引っ越しの家具をかついで歩けるほどの怪力を持つ。蹴りが得意。
結婚前はゴミの多い部屋に住んでいた。その後、過去に殺人事件があった格安の部屋に引っ越した（殺人事件があった部屋であることは引っ越し後にのの美によって知らされたのだが、当人は全く平気で、むしろ安くてラッキーと思っていた）
靴裏に十徳ナイフのように工具（ドライバーやペンチ）が付いている。瓦割りをよくやるため、瓦職人の恨みを買っているらしい。
尋問の際には、マイクとカラオケセットを用いて「母さんの歌」を被疑者に歌い聞かせ、その音痴の凄まじさによって被疑者を自白に追い込む。
パチンコが強く、カジノでもディーラーをやらせても天才と言われるほどの腕前。
過去に付きあっていた男性がいたが、ある事件が発生したせいでデートに行けなかったことから、振られている。後に、再会した同級生の金田和彦と結婚する。
一人称は「私」。
氷室 沙雪（ひむろ さゆき）
桜台署交通課の巡査。最後の事件後に刑事課に配属される。髪型はショートヘア。
年齢は公開されていない（ナツキを「ナツキ先輩」と呼ぶ描写があるため、29歳未満と思われる）。
のの美に初対面で一目惚れし、「のの美ちゃんファンクラブ会長」を自称している。のの美を愛していると公言して憚らず、本人に対しては『恥ずかしくて面と向かっては言えない』が、他人に対してのの美への愛を叫ぶことはできる。のの美と一緒に神社に潜入した際には、自前で巫女の衣装を用意してのの美に着せた。
のの美以外に対してはあまり愛想が良くない。普段からのの美と一緒に行動している軍平に、やや嫉妬している。
交通ルールを守らない奴は死に値する、との考えを持っており、“交通課の冷血婦警”とも呼ばれている。それは幼稚園児やカルガモ、戦車とて例外ではない。ドライブテクニックは一流だが、自分が作ったのの美の人形に見とれて、事故を起こしたことがある。
違法駐車をしている車を見つければ持ち主が芸能人・国会議員・軍平などであろうと容赦なく切符を切る。
のの美の本庁転属が決まった際には、丸井課長に念書を書かせ、のの美とパトカーでドライブした。海辺でのの美の気持ちを再確認し、泣き崩れそうになったが、「のの美の抱擁」で吹っ切ったらしい。
一人称は「私」。
高橋 すみれ（たかはし すみれ）
桜台署の専属監察医。31歳。身長185センチ。桜台署の地下5階にある、医務室らしき部屋で暮らしている。初登場時には半年以上建物の外に出ていなかったが、最近は解剖する予定がない日は刑事課にいる。髪型はロングヘア。
人見知りの激しい性格で、やや天然。生きている人間が苦手で、死人、もしくはひどい症状の風邪を引いているなど死にかけている人しか愛せない。検死を通して、死体の「声なき声」を聞くことができる。
年下ののの美や軍平達にも敬語で接している。
人体模型の太郎君が友達。弟の次郎君もいるが、ナツキの引っ越し祝いにプレゼントしている。
人体構造を熟知していて、簡単に関節を脱臼させる事が出来る。
多少の怪我は、自分で縫って治してしまう。メスを投げれば百発百中だが、たまに外すことがあるがその被害はたいてい鈴木に及ぶ。
好物は監察医らしく、ハツやミノなどの臓物系。
秘密などをばらしてしまったり、雰囲気を壊すことも多い。また、メイド喫茶の客について「とても同じ人種とは思えない」と言ってのける。
休日に見る映画は、主に「ホラー」系であるが、それを「さも普通の映画を見たかのように」話すため、のの美たちを恐怖のどん底に突き落としたことがある。
一人称は「私」。
丸井 善男（まるい よしお）
桜台署刑事課課長。ミーハー。
アイドル・天野ミオのファン。時には追っかけをする事もある。
頭髪がないが、その事をネタにした描写は意外にもごくわずかである。
高校生の娘がおり、その娘には彼氏がいる。娘と彼氏の関係について、悩んでいるらしい。
鈴木 二郎（すずき じろう）
桜台署刑事課の新人刑事。25歳。登場頻度の低いキャラだったが、単行本4巻以降では目立ってきている。
すみれとの初対面で一目惚れするが、すみれが死人しか愛せないため、告白する度（毎月10回程度）にフラれている。しかし、ほんの少しだけではあるが、すみれの気持ちを動かせている。
すみれ以外にも様々な女性に対して猛烈にアプローチを掛け、結婚詐欺に遭ったこともある。軍平が痴漢事件の冤罪を食らった際には、捜査方針として朝の電車にどのような女性が乗るかなどを熱弁したが、のの美達はかなり引いてしまった。
以上のような経緯により、最近では周囲からストーカー扱いされている。また、通常の映画などでは「絶対に告白に成功する」というパターンをもってしても、すみれに結婚を断られている。
テロリストが放ったメスが各所に多数刺さったぐらいでは死なない。
一人称は「自分」か「ボク」、後期は「オレ」。
マスコさん
署長がイタリアの友人から貰った犬である。ベルガマスコ・シープドッグという種類の犬であり、1000万円以上の価値があるとされている。だが、その種類名から「マスコさん」と名づけられてしまったり、猫飯を食べさせられたりするなど、とても「1000万円の犬」とは思えない扱いをされている。
男、あるいは男のオーラが漂う女性（特にナツキ。いずれも年齢を問わない）には懐かない。また、軍平に変装した怪盗23区にあっさりついて行ったことから、相手が変装していても正体が女なら、ちゃんと区別できるらしい。
まるで人間のような感情を持つが、その感情がゆえに、警察犬としては間違っている行動に及ぶこともある。
怪盗23区に誘拐されたことがあるが、あまりの「自由すぎる行動」に耐えかねた23区に「しつけをしっかりしろ」とまで言わせた。
最後の事件後、去勢をしていなかったため別の犬との隠し子をもうける。
金田 和彦（かねだ かずひこ）
ナツキの高校時代の同級生。途中で転校するが、探偵となり殺人事件現場で再会。
現在は桜台署の向かい側に探偵事務所を設けている。所員は彼ひとり。
のの美とほぼ同じくらい頭がキレ、難事件を解決する。事件の真相が分かった時の決め台詞は「とるに足らない真相だ」である。
後にナツキと結婚する。ナツキからは結婚前は「金田」、結婚後は「カズ」と呼ばれている。一方ナツキのことを「ナツキくん」と呼んでいる。
一人称は「オレ」。
ガンさん（本名：岩田）
桜台署の定年間近のベテラン刑事。登場頻度は非常に低く、あまり登場しない。
トレードマークの帽子とコートは常に身に着けており、夏でも脱がない(コートの中はパンツ一枚だけ)。さらに洗っていないためコートと帽子はとても臭い。
似顔絵描きが得意で腰痛持ち。チアリーダーの衣装を好んで（?）着る。
終盤では定年退職し、漫画家を目指している。
なお、単行本4巻に収録されている描き下ろしページ「ガンさん&ハマさんのいぶし銀捜査中!」には、ガンさんの活躍ぶり（?）が詳しく描かれている。
浜地さん
桜台署の警部補で、推定年齢30 - 40代のベテラン刑事。登場頻度はガンさんよりも低く、滅多に登場しない。
離婚調停中らしく、よく裁判所に出掛ける。最後の事件後、離婚についてどうなったかは書かれていない。
怪盗23区
変装の達人で、東京23区内の高級品を盗みまくる怪盗。女性。
顔の上半分にはいつも影が入っている。アパートで暮らしている。
最初に登場した際は、のの美に変装して盗みを働こうとしたが、その変装技術をもってしても、のの美の「甘いもの大好き」までをこなせることができず、軍平に見破られて現行犯逮捕される。
「素顔を見られたらその相手と結婚しなければならない」という一族の掟に従い、いつも変装しているが、たまたま素顔を見られた鈴木に結婚を無理矢理申し立てた。しかし、一日彼に変装してみた結果、鈴木がダメ男であることを知る。さらに鈴木が「だって君オレを逆ナンしたんでしょ?」と聞いてきたため正体に気づいていないことを知り破局。ちなみに、素顔では茶髪らしい。
あまりに高級品を盗みすぎたため部屋が手狭になり、クリスマスプレゼントと称して、盗んだものをばらまいたこともある。
最後の事件では、テロリストが用意した最終兵器をいともたやすく盗み、結果的に桜台署の捜査に貢献した。
のの美が海外研修に旅立ってから1年後、「おもしろそうだったから」という理由から「山田」と名乗って試験に合格し、桜台署に配属された。
柳署長
桜台署の署長。朝礼での話が長い。アイドル・天野ミオのファンでもある。最後の事件解決後、桜台署に15mの銅像を残して本庁に栄転になった。

## ロドリゲス一味
単行本5巻に登場したテロ組織。世界征服を目的とし、アーサー王子を殺害しようとしたり、捕われた仲間を解放させる為に米海軍から軍艦を盗み、練馬にミサイルを撃ち込もうとしていた。最終的には、のの美達の活躍により阻止された。
ロドリゲス総統
テロ組織のボス。左目につけている眼帯が特徴。ワイングラスを握りしめて割ったり、嫌がる猫を膝の上にのせたりする等かっこつけたがる。和菓子やカップラーメンを好むほど日本好き。
捕われた仲間を解放させる為に米海軍から軍艦を盗み、練馬にミサイルを撃ち込もうとしていたが、のの美達に阻止された。軍艦が沈みそうになった時、猛スピードで逃げた。
ミック
ロドリゲスの部下であり、ロドリゲスの右腕のような存在。司令室で待ち伏せしていたが軍平が蹴り破ったドアに当たり、気絶する。ロドリゲス逮捕される時、意識が戻り、派手に終わるため軍艦を爆破した。
ビッグ・ベーン
ロドリゲスの部下である鉄仮面をつけた大男。ブラック・クイーンのドーピングによる肉体改造で強くなっている。
軍艦内でナツキを相手に戦うが、敗北する。可愛い彼女がいる。
ブラック・クイーン
ロドリゲスの部下である女の闇医者。黒髪と白髪が交じったロングヘアと右頬の傷が特徴。メスが武器で、メスで人を斬り裂くことが生きがいである。
軍艦内で助手のジャックと共にすみれと鈴木を相手に戦うが、敗北する。すみれ曰く「めちゃめちゃ気が合いそう」。
ジャック
ロドリゲスの部下であるブラック・クイーンの助手。サングラスをかけている。軍艦内でブラック・クイーンと共にすみれと鈴木を相手に戦うが、敗北する。
メカドック
ロドリゲス一味が開発した番犬型ロボット。パワーやスピードはマスコを上回るがコードがコンセントにつながっているのが弱点。
軍艦内でマスコを相手に戦うが、弱点を見破られ敗北する。
No.8
ロドリゲスの部下である男。マッチョだが、ダイナマイトで戦う。アーサー王子の執事に成り済まし、部下に指示を出していた。ダイナマイトを投げつけたがすみれに導火線を斬られ、失敗する。
No.13
ロドリゲスの部下である女性。胸の谷間と太モモに拳銃を隠している。王子を暗殺しようとするが、鈴木に見破られ、逮捕される。
No.14
ロドリゲスの部下である軍人風の男性。池の水草から王子を射殺しようとするが、ナツキが投げた石に当たり、逮捕される。
No.15
ロドリゲスの部下である軍人風の男性。木の上から王子を射殺しようとするが、カブトムシを捕ろうとした軍平に木を蹴られ落下し、逮捕される。

### その他
天野 ミオ（あまの ミオ）
売れっ子アイドル。愛称は「ミオミオ」。
表裏の激しい性格で、楽屋や控え室などで地の性格が出る。
桜台署の一日署長を務めたり、自身の主演映画で軍平と共演したりしている。
一時期、練馬に住んでいた事があり、小竹向原駅で東京メトロ有楽町線と西武有楽町線をよく乗り間違えた為練馬区を嫌っている。
本人は単行本3巻以降では登場していないが4巻の花見の際すみれの持っていた焼き芋の包み紙の新聞に熱愛記事と写真があり、丸井課長の『悲しい酒』を誘った。
西園寺警部
警視庁捜査一課の警部。軍平達のような所轄刑事とは仲が悪い。
エリートだが、誤認逮捕をしたり「逮捕10人突破記念パーティ」を開くなど、かなり幼稚な一面もある。
最後の事件では、指揮権を総動員し、軍平とのの美の生還に貢献した。
ネリマレンジャー
市民達が練馬区の平和を守るために結成した戦隊。赤、緑、ピンクなどの5人から成り、なぜか全員グリグリメガネをかけている。
駐車監視員
単行本4巻に登場。警察が委託した民間の監視員で、軍平達と揉め事を起こしたが、ある程度の妥協はできるらしい。
アーサー王子
ロンハイム王国の王子。観光で風情と娯楽が同意する練馬を見にやってきた。漫画のキャラクターのような語尾をつけて喋る。

## その他
- 4コマのタイトルの書体は一貫して写研の創挙蘭を使用している。2006年までは出版社が異なる『Good Morning ティーチャー』や、『千秋しまってこー!!』の竹書房系統の作品も大きめではあるが同じ書体だったがDTP化により書体が変わっている。
- 強調するセリフにはあらゆる書体が使われている（いずれもゴカール、ゴナ等の写研の書体）。
- 掲載ページ数は原則一話6ページである。作品内容によって稀に7、8ページの回もあった。これは作者の同誌の次の作品『信長の忍び』でも踏襲されている。
- 同じ作者の漫画である「ぼくの彼女はウエートレス」の舞台である喫茶With（IIと書かれているので二号店らしい）が登場する箇所がある。

## 書誌情報
- 重野なおき 『のの美捜査中!』 白泉社〈ジェッツコミックス〉、全5巻
  1. （2004年11月5日発行）ISBN 4-592-13246-7
  2. （2005年8月29日発行）ISBN 4-592-13247-5
  3. （2006年6月5日発行） ISBN 4-592-13248-3
  4. （2007年5月5日発行） ISBN 4-592-14279-9
  5. （2008年1月29日発行）ISBN 4-592-14280-2

なお、1、2巻と3 - 5巻のデザインはまったく異なっている。また、1巻の初版には続刊を予想していなかったためか、「1」のナンバリングが振られていないのも存在する。